# Harry e i dinosauri nel magico secchiello blu
Harry e i dinosauri nel secchiello blu è una serie animata britannica-canadese del 2005 basata sui libri per bambini di Ian Whybrow e Adrian Reynolds e trasmessa in Canada da Teletoon e Treehouse. La serie ha debuttato in Canada il 28 marzo 2005 su Teletoon, mentre negli Stati Uniti arrivò il 22 agosto dello stesso anno su Cartoon Network.

## Trama
La serie è tratta dalla serie di libri per bambini creati da Ian Whybrow e Adran Reynolds, i quali raccontano di Harry, un bambino di 5 anni che ha un magico secchiello blu (citato nel titolo) contenente 6 dinosauri di nome Taury, Trike, Patsy, Pterence, Sid e Steggy. Tali dinosauri parlano con Harry, ma sembrano giocattoli per la sua mamma, la sua nonna, il suo migliore amico Charlie, e la sorella Sam.

## Personaggi
| Personaggio | Doppiatore originale | Doppiatore italiano                                   |
| ----------- | -------------------- | ----------------------------------------------------- |
| Harry       | Andrew Chalmers      | Domitilla D'Amico (st. 1) Gaia Bolognesi (st. 2)      |
| Pterence    | Andrew Sabiston      | Paola Del Bosco (st. 1) Emilia Costa (st. 2)          |
| Trike       | Ron Rubin            | Elio Marconato (st. 1) Domenico Strati (st. 2)        |
| Steggy      | Jonathan Wilson      | Stefania Romagnoli                                    |
| Patsy       | Stacey DePass        | Beatrice Margiotti (st. 1) Antonella Giannini (st. 2) |
| Sid         | Juan Chioran         | Edoardo Nordio                                        |
| Taury       | Jamie Watson         | Pierluigi Astore                                      |